# Зернівська сільська рада (Сакський район)
Зерні́вська сільська́ ра́да — адміністративно-територіальна одиниця та орган місцевого самоврядування в Сакському районі Автономної Республіки Крим. Адміністративний центр — село Зернове.

## Загальні відомості
- Населення ради: 1 635 осіб (станом на 2001 рік)

## Населені пункти
Сільській раді були підпорядковані населені пункти:
- с. Зернове
- с. Низинне

## Склад ради
Рада складалася з 16 депутатів та голови.
- Голова ради: Карасьова Ніна Борисівна
- Секретар ради: Свириденко Оксана Тимофіївна

### Керівний склад попередніх скликань
| Прізвище, ім'я, по батькові | Основні відомості                                                         | Дата обрання | Дата звільнення |
| --------------------------- | ------------------------------------------------------------------------- | ------------ | --------------- |
| Асманов Решат Расулович     | Сільський голова, 1953 року народження, безпартійний                      | 26.03.2006   | 12.10.2009      |
| Карасєва Ніна Борисівна     | Сільський голова, 1960 року народження, член Партії регіонів              | 20.06.2010   | 31.10.2010      |
| Карасьова Ніна Борисівна    | Сільський голова, 1960 року народження, освіта вища, член Партії регіонів | 31.10.2010   |                 |

Примітка: таблиця складена за даними сайту Верховної Ради України

### Депутати
За результатами місцевих виборів 2010 року депутатами ради стали:

#### За суб'єктами висування
| Суб'єкт висування | Кількість обраних депутатів | %    |
| ----------------- | --------------------------- | ---- |
| Самовисування     | 9                           | 56,3 |
| Партія регіонів   | 7                           | 43,8 |

#### За округами
| № округу        | Прізвище, ім'я, по батькові    | Дата визнання обраним | Освіта  | Партійна приналежність | Відомості про обраного депутата                      |
| --------------- | ------------------------------ | --------------------- | ------- | ---------------------- | ---------------------------------------------------- |
| Партія регіонів |                                |                       |         |                        |                                                      |
| 2               | Асєєва Валентина Іванівна      | 31.10.2010            | вища    | член Партії регіонів   | фельдшерсько-акушерський пункт, завідувачка          |
| 7               | Алієва Левізе Різаївна         | 31.10.2010            | середня | член Партії регіонів   | Зернівський сільський клуб, прибиральниця            |
| 8               | Сеітов Сейран                  | 31.10.2010            | середня | член Партії регіонів   | фермерське господарство, фермер                      |
| 9               | Мірошніченко Ольга Миколаївна  | 31.10.2010            | вища    | член Партії регіонів   | тимчасово не працює                                  |
| 11              | Швець Людмила Анатоліївна      | 11.07.2011            | середня | член Партії регіонів   | тимчасово не працює                                  |
| 14              | Свириденко Оксана Тимофіївна   | 31.10.2010            | вища    | член Партії регіонів   | Зернівська сільська рада, секретар                   |
| 16              | Луценко Сергій Олексійович     | 31.10.2010            | середня | член Партії регіонів   | фермерське господарство, сторож                      |
| Самовисування   |                                |                       |         |                        |                                                      |
| 1               | Кондрашкина Наталія Ігорівна   | 31.10.2010            | вища    | позапартійна           | Зернівська загальноосвітня школа, вчитель            |
| 3               | Яцишен Валерій Миколайович     | 31.10.2010            | середня | позапартійний          | тимчасово не працює                                  |
| 4               | Сасич Сергій Степанович        | 31.10.2010            | вища    | позапартійний          | фермерське господарство, фермер                      |
| 5               | Каплун Юлія Павлівна           | 31.10.2010            | вища    | позапартійна           | СПК «Ювілейний», бухгалтер                           |
| 6               | Муратов Рефат Тухтарович       | 31.10.2010            | середня | позапартійний          | тимчасово не працює                                  |
| 10              | Усеінова Левіза Енверівна      | 31.10.2010            | вища    | позапартійна           | Зернівський сільський клуб, художній керівник        |
| 12              | Кравчук Галина Андріївна       | 31.10.2010            | вища    | позапартійна           | СПК «Ювілейний», агроном                             |
| 13              | Казбулатова Мар'ям Нургаліївна | 31.10.2010            | вища    | позапартійна           | СПК"Ювілейний", секретар                             |
| 15              | Бабенко Марина Петрівна        | 31.10.2010            | вища    | позапартійна           | Зернівський сільський клуб, керівник ансамблю «АРЗИ» |